# Megastylus compactus
Megastylus compactus är en stekelart som beskrevs av Dasch 1992. Megastylus compactus ingår i släktet Megastylus och familjen brokparasitsteklar. Inga underarter finns listade i Catalogue of Life.